# Gintautas Matulis
Gintautas Matulis (Rokiškis, 6 dicembre 1986) è un cestista lituano.

## Palmarès
- Lega Baltica: 1

Juventus Utena: 2010-11
- NKL: 2

Sūduva: 2015-16, 2016-17